# El Rey Mono (película de 2023)
El Rey Mono (título original en inglés: The Monkey King) es una película de comedia de acción y fantasía animada por computadora de 2023 inspirada en la novela clásica de la Dinastía Ming Viaje al Oeste. Dirigida por Anthony Stacchi, la película está protagonizada por Jimmy O. Yang, quien da voz al papel del embaucador titular que lucha contra el Rey Dragón (Bowen Yang). El elenco de papeles secundarios incluye a Jo Koy, BD Wong, Jolie Hoang-Rappaport y Stephanie Hsu.
Fue seleccionada como película de clausura del 22.º Festival de Cine Asiático de Nueva York, donde tuvo su estreno mundial el 30 de julio de 2023. Se estrenó en todo el mundo en Netflix el 18 de agosto de 2023. La película recibió reseñas mixtas de los críticos.

## Reparto
- Jimmy O. Yang como Rey Mono
  - Dee Bradley Baker como Bebé Rey Mono
- Jolie Hoang-Rappaport como Lin
- Bowen Yang como Rey Dragón
- Jo Koy como Benbo
- Nan Li como Palo
- Stephanie Hsu como esposa del alcalde
- BD Wong como Buda
- Ron Yuan como Babbo
- Hoon Lee como Emperador de Jade
- Andrew Pang como alcalde
- Andrew Kishino como el Rey Yama
- Jodi Long como Wangmu
- James Sie como mono anciano[3]

Aunque fueron acreditados y actuaron colectivamente como "ADR Group", el elenco de actores que dieron voz a los otros personajes de la película incluía a Artemis Snow (como un bebé aldeano perdido), Robert Wu (como uno del ministerio del palacio y Pigsy), David Chen (como miembro del ministerio de palacio y Sandy), Kaiji Tang (como un anciano aldeano) y Vic Chao (como un aldeano con sombrero).

## Producción

### Desarrollo
En octubre de 2017, Oriental DreamWorks, ahora conocido como Pearl Studio, anunció la película con Steve Bencich y Ron J. Friedman como escritores, pero no se materializó. Posteriormente, el 20 de mayo de 2021, Netflix anunció la película, con Peilin Chou como productora, Stephen Chow como productor ejecutivo y Anthony Stacchi como director. Jimmy O. Yang, Bowen Yang, Jolie Hoang-Rappaport, Jo Koy, Ron Yuan, Hoon Lee, Stephanie Hsu, Andrew Pang, Andrew Kishino, Jodi Long, James Sie y BD Wong fueron elegidos para dar voz a los personajes de la película.

### Animación
Inicialmente, a Reel FX se le asignó la tarea de la animación de la película, pero posteriormente el trabajo se transfirió a Tangent Animation. Sin embargo, el 4 de agosto de 2021, Tangent Animation cerró y el trabajo en la película también se detuvo. Según los informes, Netflix no estaba satisfecho con el trabajo de Tangent, por lo que las instalaciones de Reel FX en Montreal se hicieron cargo de la producción.

### Música
La banda sonora de la película estuvo compuesta por Toby Chu.

## Estreno
El Rey Mono fue seleccionada como película de clausura del 22.º Festival de Cine Asiático de Nueva York, donde tuvo su estreno mundial el 30 de julio de 2023. Tuvo un avance en el Festival Internacional de Cine de Animación de Annecy el 14 de junio de 2023.
Se estrenó en Netflix el 18 de agosto de 2023.